# Муна Катупосе
Муна Катупосе (англ. Muna Katupose; 22 лютого 1988, Опуво, Південно-Західна Африка) — футболіст, нападник клубу «Блек Африка» і збірної Намібії.

## Клубна кар'єра
Муна Катупосе виступав за такі намібійські клуби як «Ілевен Старс», «Ошакаті Сіті», «Ілевен Ерроуз» та «Афрікан Старс». У 2013 році підписав контракт з «Блек Африка», у складі якого вже у перший сезон став чемпіоном Намібії.

## Кар'єра в збірній
З 2007 року Муна виступає за збірну Намібії. 29 липня того ж року у зустрічі зі збірною Лесото нападник відзначився першим забитим м'ячем за національну команду, відкривши рахунок у матчі.
Він був включений до заявки на Кубок африканських націй 2008 в Гані. На турнірі Катупосе взяв участь у зустрічі зі збірною Гвінеї.
20 серпня 2017 року Муна забив два м'ячі у ворота збірної Коморських островів і приніс своїй збірній путівку на Чемпіонат африканських націй 2018 року.

## Досягнення
«Блек Африка»

- Чемпіон Намібії (1): 2013/14

 «Ілевен Ерроуз»

- Володар Кубка Намібії (1): 2010/11

 «Африкан Старс»

- Володар Кубка Намібії (1): 2012/13